# Doctrina de los insumos esenciales
La doctrina de las facilidades esenciales (a veces también se conoce como la doctrina instalación esencial) es una Doctrina jurídica que describe un tipo particular de la reivindicación de la monopolización hecha bajo las leyes de competencia. En general, se refiere a un tipo de comportamiento anticompetitivo en el que una empresa con poder de mercado utiliza un "cuello de botella" en un mercado para negar a sus competidores la entrada en el mercado. Está estrechamente relacionado con la negativa de trato.
La doctrina tiene sus orígenes en la ley de Estados Unidos, pero ha sido adoptado (a menudo con alguna modificación) en los sistemas jurídicos de los Estados Unido, Australia, África del Sur, y de la Unión Europea.

## Descripción
Bajo la doctrina de los insumos esenciales, un monopolista que posea "un insumo esencial a otros competidores" tiene que proporcionar un uso razonable de ese insumo, a menos que algún aspecto de la misma impide el acceso compartido. Los elementos básicos de un Derecho en virtud del presente doctrina bajo la legislación antimonopolio estadounidense, que un demandante tiene que demostrar para establecer la responsabilidad, son los siguientes:
1. el control de la instalación esencial por un monopolista
2. la incapacidad de un competidor para duplicar prácticamente o razonablemente la instalación esencial
3. la negación del uso de la instalación de un competidor; y
4. la viabilidad de facilitar la instalación de los competidores

El Tribunal Supremo de Estados Unidos fallo en el caso Verizon v Trinko, 540 Estados Unidos 398 (2004), de hecho añadió un quinto elemento: falta de supervisión regulatoria de una agencia (la Comisión Federal de Comunicaciones, en este caso) con poder para obligar acceso.
Estos elementos son difíciles para los demandantes potenciales para establecer por varias razones. Es bastante difícil para el demandante para demostrar que una instalación en particular es "esencial" para la entrada y / o la competencia en el mercado relevante . El demandante debe demostrar que el "centro" debe ser algo tan indispensable para la entrada o la competencia que sería imposible para las empresas más pequeñas para competir con el líder del mercado. Del mismo modo, el demandante debe demostrar que obligar a la empresa dominante para permitir que otros utilicen la instalación no interfiera con la capacidad de la empresa dominante para servir a sus propios clientes.

## Desarrollo
El primer caso notable para abordar las implicaciones anticompetitivas de una instalación esencial fue la sentencia del Tribunal Supremo en United States v. Terminal Railroad Association, 224 US 383 (1912).  Un grupo de ferrocarriles que controlaban todos los puentes ferroviarios y los astilleros de conmutación dentro y fuera de St. Louis impidió que las compañías ferroviarias competidoras ofrecieran transporte a ese destino y a través de él. El tribunal sostuvo que era una restricción ilegal del comercio.
Decisiones similares incluyen:
- Associated Press v. United States, 326 US 1 (1945), en el que el Tribunal Supremo determinó que los estatutos de Associated Press que limitaban la membresía y, por lo tanto, el acceso a servicios de noticias protegidos por derechos de autor violaron la Ley Sherman.
- En Lorain Journal Co. v. United States, 342 US 143, 146-49 (1951), The Lorain Journal era el único negocio local que hacía noticias y publicidades en la ciudad. El caso fue que negarse a colocar un anuncio para los clientes de una pequeña estación de radio fue una violación a la Ley Sherman. Al final, el tribunal aceptó una oferta para simplemente aceptar los anuncios.
- Otter Tail Power Co. v. Estados Unidos, 410 US 366, 377-79 (1973), en el cual el Tribunal Supremo encontró que Otter Tail, una empresa eléctrica que vendía electricidad tanto directamente a los consumidores como a las municipalidades que revendían a los consumidores, violó la Ley Sherman al negarse a suministrar electricidad al por mayor, en lugar de atender directamente a los clientes.
- Aspen Skiing Co. v. Aspen Highlands Skiing Corp., 427 US 585 (1985), confirmando la decisión de Lorain Journal al sostener que Aspen Skiing violó el § 2 de la Ley Sherman al negarse a honrar vales y billetes de remonte después de haberlo hecho previamente.
- Hecht v. Pro Football, donde la potencial franquicia de la American Football League no demostraba que necesitaban el Estadio RFK de Washington, la doctrina de las instalaciones esenciales no se cumplió.